# 3437 Kapitsa
3437 Kapitsa este un asteroid din centura principală, descoperit pe 20 octombrie 1982 de Liudmila Karacikina.